# Salem Bouhageb
Salem Bouhageb (àrab: سالم بوحاجب, Sālim Būḥājib) (Bembla, 1827 - La Marsa, 14 de juliol de 1924) fou un jurista i reformador tunisià. Va estudiar lògica, filosofia i misticisme a la Universitat Ez Zituna de Tunis, d'on es va graduar el 1860. Ja a la universitat en va voler reformar l'administració, però els conservadors li ho van impedir. El 1858 va aconseguir ser nomenat secretari general del primer batlle de Tunis, Hussein, i el 1861 va entrar al gran consell, on va participar en l'establiment d'un sistema educatiu modern.
Després del 1881, amb l'establiment del protectorat, va viatjar a Florència, Itàlia, i el 1882 va començar la seva carrera judicial i va ascendir de jutge a muftí (conseller legal) el 1908 i fou nomenat muftí de Tunis; el 1919 fou ascendit a basch mufti (‘jurisconsult’), el més alt càrrec tunisià per a la interpretació de la llei islàmica. Exercint aquest càrrec va morir el 1924. En aquestos anys va aprofitar el seu lloc per introduir modestes reformes progressistes.
Va escriure nombrosos articles a la gaseta El Hadhira entre el 1888 i el 1912. El 1896 va obrir una institució educativa anomenada El Khaldounia, en memòria d'Ibn Khaldoun.